# Stad Amsterdam
Pour les articles homonymes, voir Amsterdam (homonymie).
Le Stad Amsterdam (littéralement : Ville Amsterdam) est un clipper trois-mâts carré à coque métallique, construit à Amsterdam, de 1997 à 2000, de même que son sister-ship, le Cisne Branco.
Le clipper Stad Amsterdam est un clipper moderne, conçu dans la tradition des clippers rapides des années 1850/1860. L'architecte Gerard Dijkstra s'est inspiré des données historiques de la frégate Amsterdam (1854), premier clipper construit dans cette ville et qui a navigué au XIXe siècle.
Frits Goldschmeding (en), le fondateur de Randstad, lance en 1997 le projet spécial de construction du clipper. Le projet  associe la ville d'Amsterdam et le groupe Randstad, ce clipper a été construit par des chômeurs en réorientation et des jeunes ayant terminé leurs études secondaires. Ce projet a créé une véritable dynamique sociale pour la ville d'Amsterdam en augmentant l'emploi des jeunes et en mettant en valeur son passé de port commercial et de construction navale.
Le voilier fait 76 mètres de long et 10 mètres de largeur, peut envoyer 29 voiles. Il est manœuvré par un équipage de trente marins et peut accueillir 155 passagers,.
À l'occasion des armadas 2000 à Amsterdam et à Brest,  le Stad Amsterdam a été le vaisseau amiral de la flotte des grands voiliers.
Construit pour la recherche de vitesse, il participe aux compétitions de l'International Sail Training Association. Voguant à une vitesse de 15 nœuds de moyenne, c'est un bateau rapide pour son poids et sa taille.
Il possède 14 cabines et propose des croisières de luxe et des réunions d'entreprises.

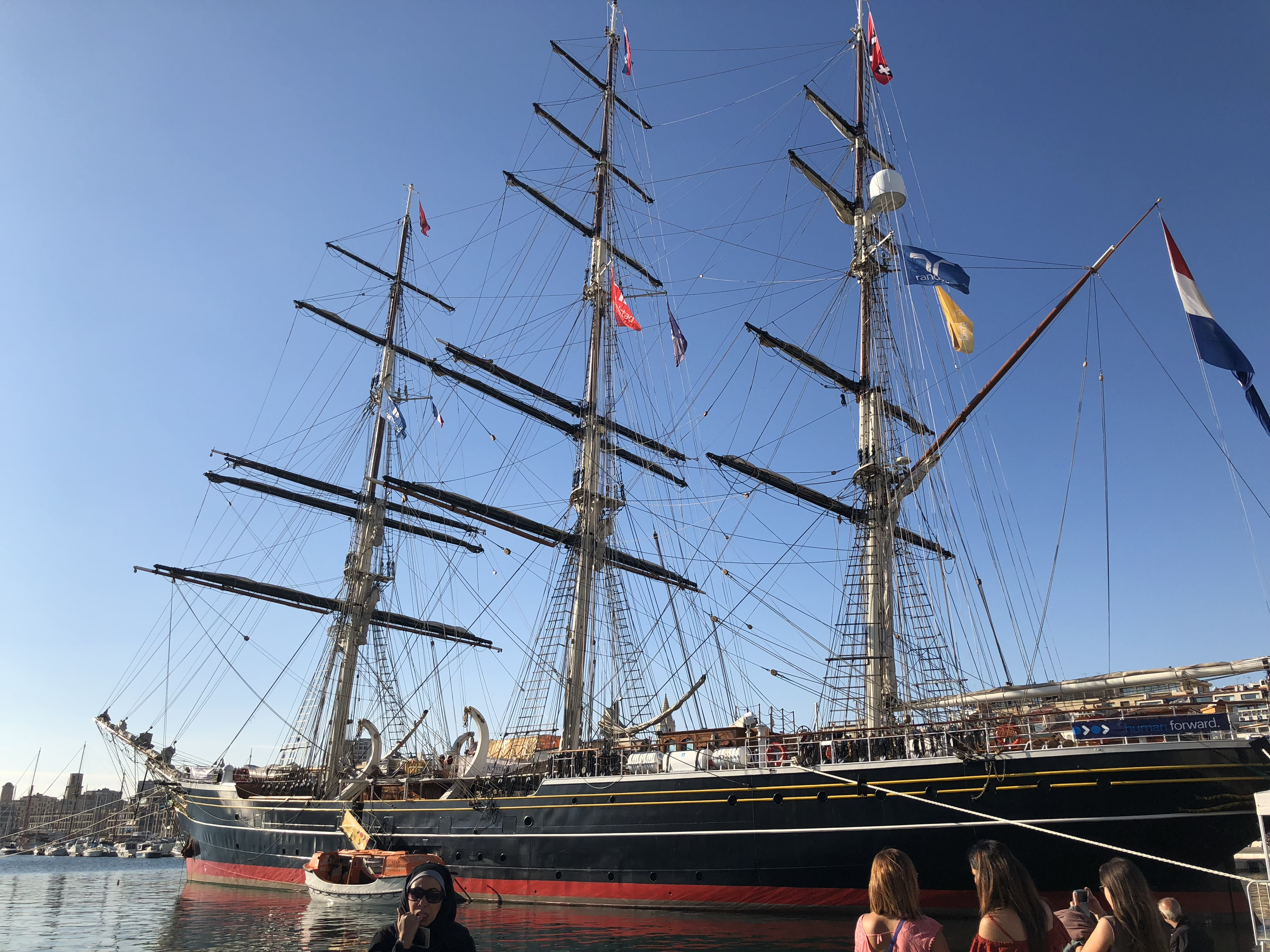
Le Stad Amsterdam à Marseille octobre 2018
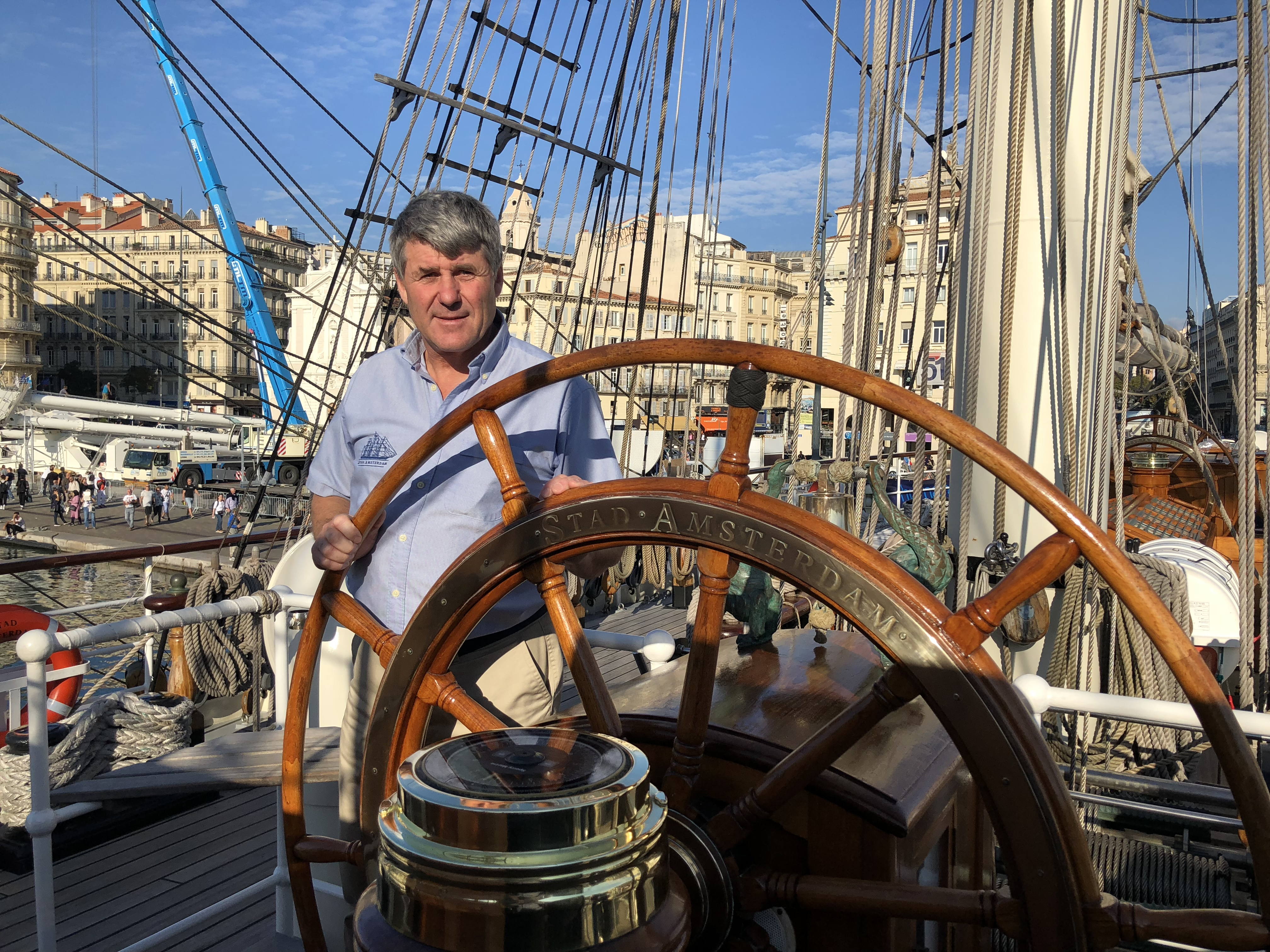
Andi Manser, capitaine du Stad Amsterdam, Marseille octobre 2018
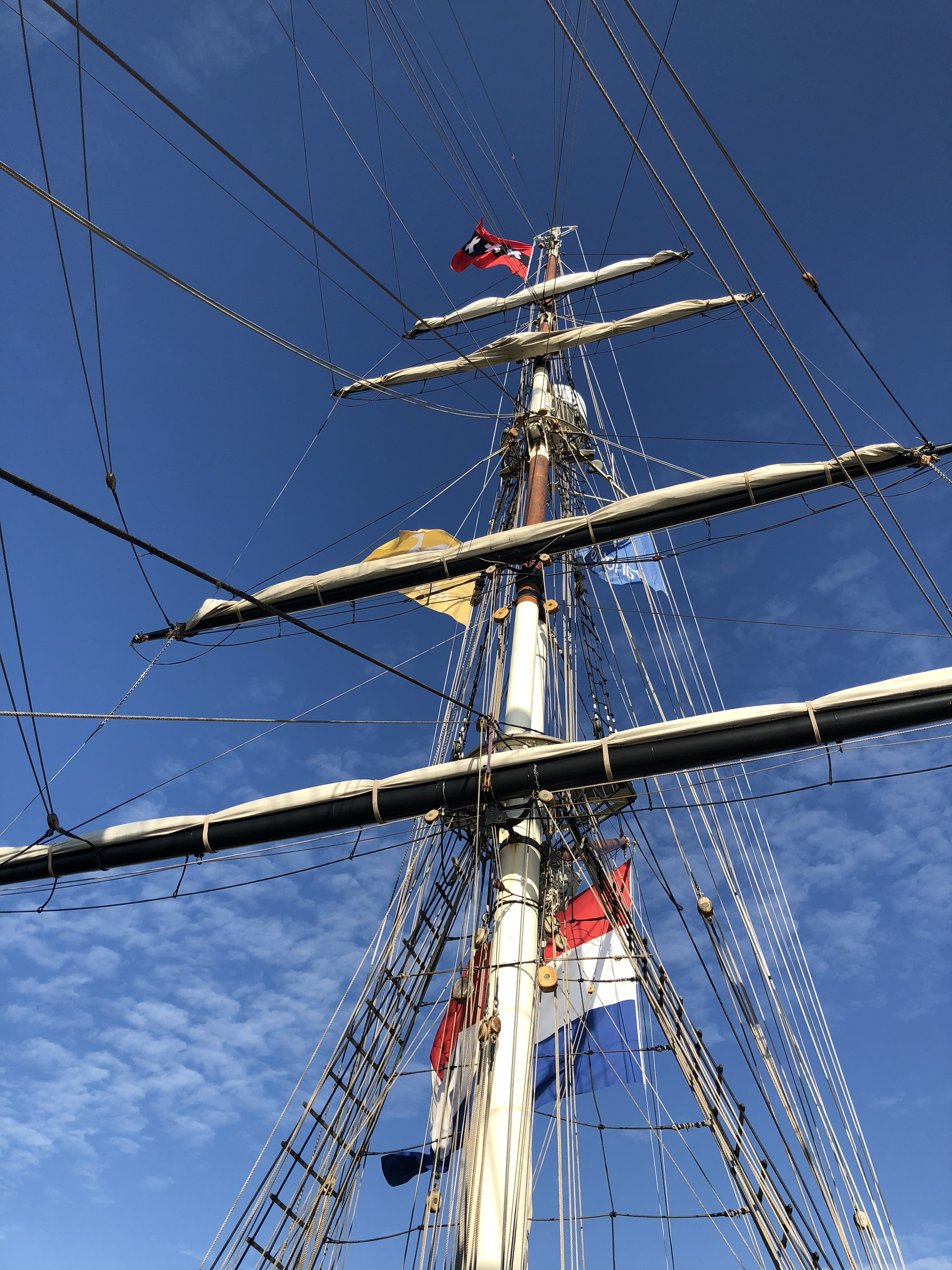
Stad Amsterdam à Marseille octobre 2018
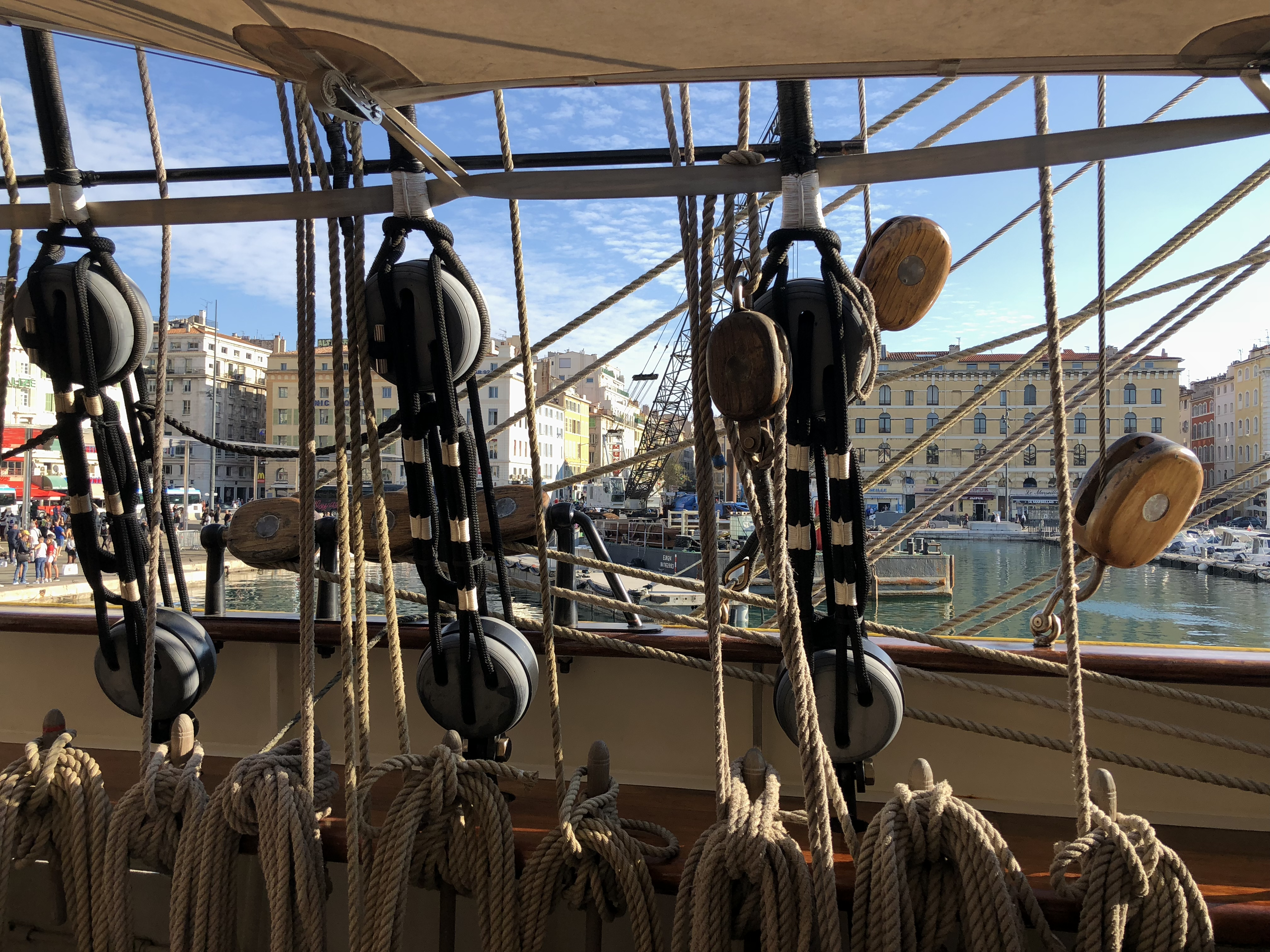
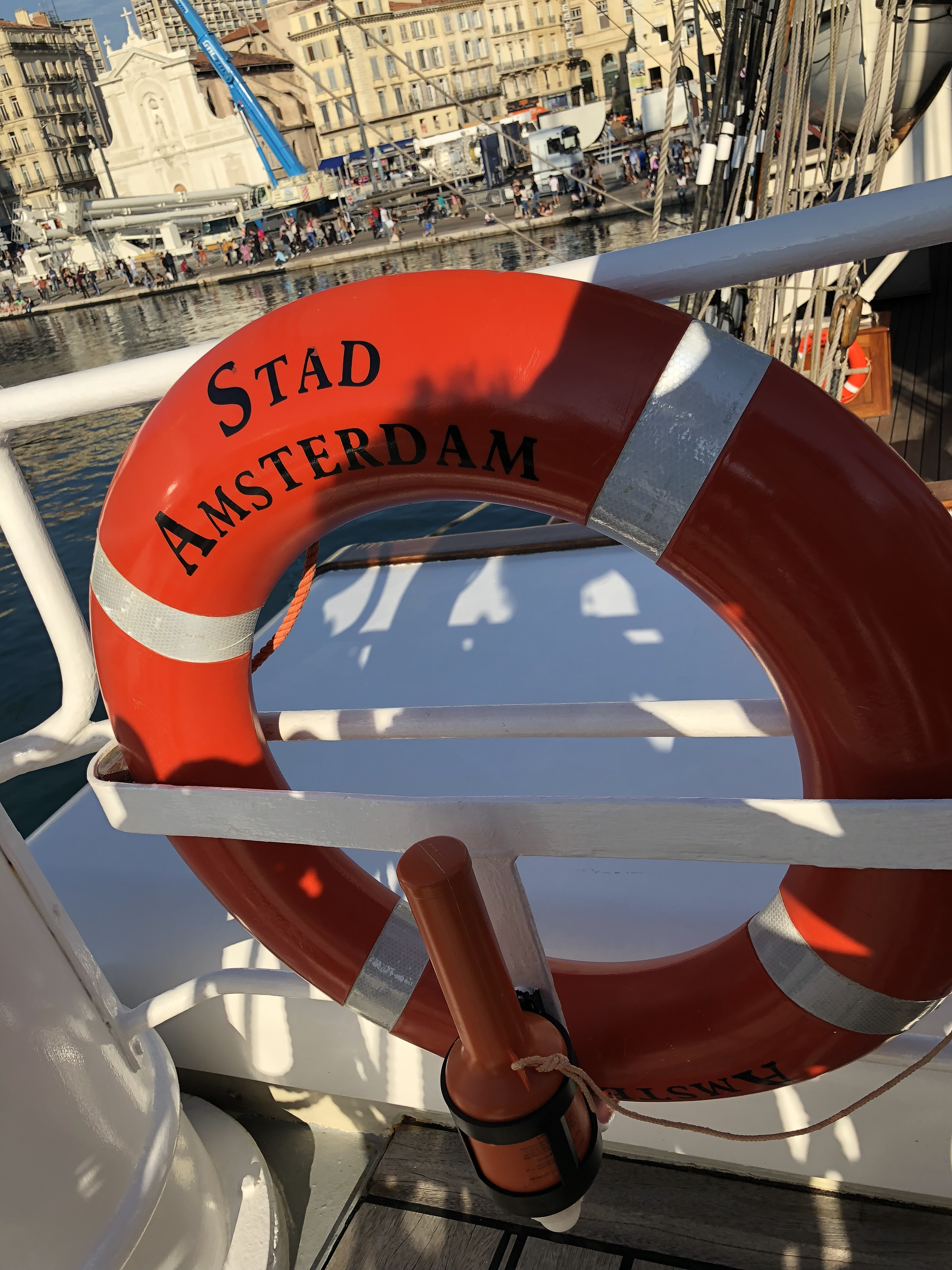
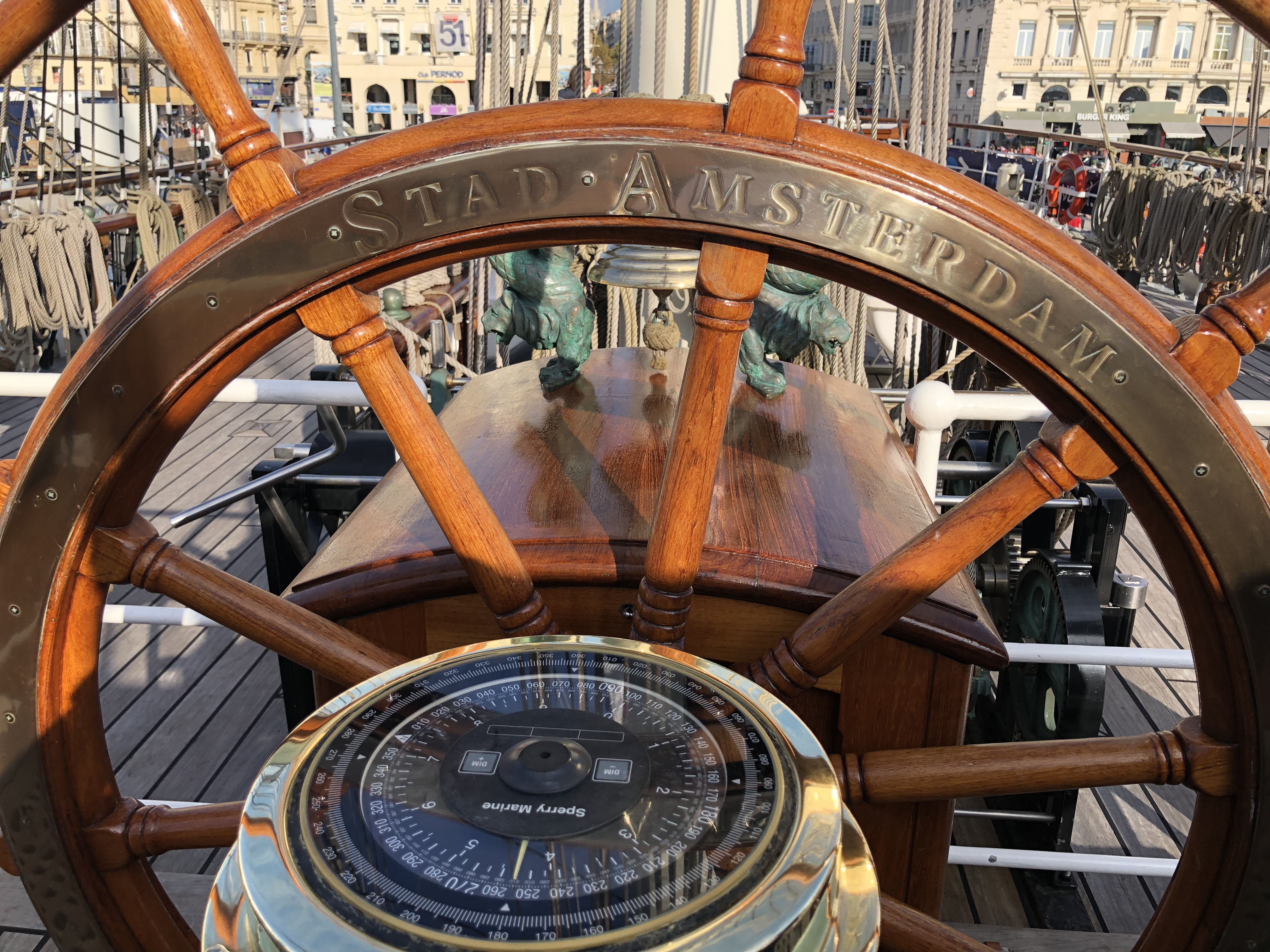